# 柳氏 (薛仁貴妻)
柳氏（?—?），唐朝名将薛仁贵的妻子，小说中称為柳金花或柳银环。薛仁贵年轻时贫贱，以种田为业。将改葬他的先祖时，柳氏说：“夫君有高世之材，应该应时表现出来。今天子亲征辽东，求猛将，如此难得之时机，夫君为什么不取功名来自我实现？富贵还乡，再葬也不晚。”薛仁贵到将军张士贵处应募。之后，在安市城，薛仁贵著白衣持戟，所向披靡，单骑大破高句丽军。被唐太宗赏识，薛仁贵的名将之路是柳氏鼓励而来的。